# Лахай Віктор Михайлович
Лахай Віктор Михайлович (25 листопада 1977 — 25 листопада 2018) — молодший сержант 14-ї окремої механізованої бригади Збройних Сил України, учасник російсько-української війни.

## Життєпис
Народився в селі Велика Глуша Любешівського району. Закінчив Луцьку школу № 9 в 1993 році. Здобув спеціальність у Вищому професійному училищі № 6 міста Луцька.
Проходив строкову військову службу з 1996 по 1998 рік. Отримав звання молодший сержант.
Був неодружений. Проживав у місті Луцьку.
Призваний на військову службу за контрактом Луцьким ОМВК 30 січня 2018 року.
Загинув у ніч на 25 листопада 2018 року, отримавши смертельне поранення під час раптового кулеметного обстрілу взводного опорного пункту поблизу с. Катеринівка Попаснянського району Луганської області.
28 листопада у Луцьку оголошено Днем жалоби.
Похований 28 листопада 2018 у м. Луцьк, міське кладовище в с. Гаразджа, Алея почесних поховань.
Без Віктора лишилися мати і дві сестри.

## Нагороди та вшанування
- Рішенням Луцької міської ради від 30 липня 2021 року № 15/75 присвоєно звання «Почесний громадянин міста Луцька» (посмертно)[2].